# Erich Bloch (Ingenieur)
Erich Bloch (*  9. Januar 1925 in Sulzburg; † 25. November 2016 in Washington) war ein US-amerikanischer Informatiker und Ingenieur. Er leitete die Entwicklung des IBM Stretch Supercomputer und war für die Produktion und die Halbleiterlogik im System/360 von IBM verantwortlich. In den 1980er Jahren war er Direktor der National Science Foundation.

## Leben
Bloch, der Sohn eines jüdischen Geschäftsmanns und einer Hausfrau, verlor seine Eltern im Holocaust, überlebte die Kriegszeit in einem Heim für junge Flüchtlinge in der Schweiz und war ab 1948 in den USA. Er studierte Elektrotechnik an der University at Buffalo mit dem Bachelor-Abschluss 1952 und an der ETH Zürich. Ab 1952 war er bei IBM, wo er bis 1981 blieb. Zuletzt war er Vice President of Technical Personnel Development.
Er war Chefingenieur des Stretch-Supercomputers von IBM, der 1961 eingeführt wurde, damals 10 Millionen Dollar kostete und der damals leistungsfähigste Computer war (benutzt vom Los Alamos National Laboratory und der National Security Agency). In den 1960er-Jahren war er wesentlich an der Entwicklung und am Management des Maßstabe setzenden Mainframe-Computersystems System/360 von IBM beteiligt, unter anderem als Leiter der Solid Logic Technology. Das Projekt war ein hohes finanzielles Risiko für IBM (die gesamten Entwicklungskosten von 5 Milliarden Dollar überstiegen die jährlichen Erlöse von IBM um das Zweifache, so dass der IBM-Chef Thomas J. Watson, Jr. mit dem Projekt die Firma riskierte), erwies sich dann aber als eines der erfolgreichsten Computersysteme aller Zeiten, das den Markt der Mainframes beherrschte. Er war Vizepräsident der Data Systems Division von IBM und General Manager der  Mikroelektronik-Fabrik von IBM in East Fishkill.
Erich Bloch war von 1984 bis 1990 Direktor der National Science Foundation (NSF). Er war der erste NSF-Direktor, der aus der Industrie kam anstatt von einer Universität, und der erste ohne Doktortitel. Er war für eine Hinwendung von der Förderung reiner Forschung zu angewandter Forschung verantwortlich. Bloch investierte in die Forschungsinfrastruktur (wie das NSFNET und die Gründung von Technologiezentren) und setzte auf Kollaborationen von Staat, Universitäten und Industrie. Er sah seine Aufgabe im Ausbau der Wettbewerbsfähigkeit der USA mit anderen Ländern. Als in der Regierungszeit von Ronald Reagan die staatliche Forschungsförderung insgesamt in Gefahr war, erreichte er nicht nur deren Fortbestehen, sondern sogar eine Erhöhung des Etats. Später war er Mitgründer einer Beratungsfirma (Washington Advisory Group). 
Er war Mitglied der National Academy of Engineering, der Königlich Schwedischen Ingenieursakademie, der Engineering Academy of Japan und der American Academy of Arts and Sciences. Er erhielt die National Medal of Technology der USA (mit zwei weiteren IBM-Ingenieuren, die am IBM 360 Projekt wesentlich beteiligt waren, Frederick P. Brooks und Bob Evans) und war Fellow des Computer History Museum. Er saß im Aufsichtsrat von Motorola. Die Colorado School of Mines, die University of Notre Dame, das Rensselaer Polytechnic Institute, die University of Massachusetts at Amherst, die George Washington University, die State University of New York at Buffalo, die University of Rochester, das Oberlin College, das Washington College und die Ohio State University verliehen ihm die Ehrendoktorwürde. Seit 1990 trägt der Bloch Peak in der Antarktis seinen Namen.